# Vietnámi Demokrata Párt
A Vietnámi Demokrata Párt (vietnámiul: Đảng Dân chủ Việt Nam) 1944-ben alakult, 1988-ban megszüntetett, majd 2006-ban kicsit eltérő névvel emigrációban újjáalakult szociáldemokrata párt Vietnámban (az emigráns párt az Amerikai Egyesült Államokban működik).

## Története
A párt 1944. július 30-án alakult, még abban az időszakban, amikor Francia Indokína a Japán Birodalom megszállása alatt állt. A pártot elsősorban olyan egyetemisták, értelmiségiek és polgári gondolkodásúak hozták létre, akik elutasították mind a francia gyarmati státuszt, mind a japán megszállást. A párt létrehozásának fő szervezője az akkor 28 éves Dương Đức Hiền volt, aki Vietnám északi, japán megszállás alatt álló részéből délre - a Vichy-kormány által igazgatott területre - utazott, hogy ott élő értelmiségiek bevonásával szervezze meg a pártot. Megalakulását követően a párt csatlakozott a Việt Minhhez, majd 1945-ben, a japán megszállás végeztével és a Vietnámi Demokratikus Köztársaság (Észak-Vietnám) megalakulásával részt vettek az első parlamenti választáson is, ahol a 302 tagú parlamentben 45 helyet szereztek, és ők adták a parlament elnökhelyettesét.
A korábban magát szociáldemokrataként jellemző párt 1950-től már marxista-leninistaként határozta meg. A ma ismert Vietnámi Szocialista Köztársaság 1976-os létrejöttét követően is tovább működött a párt - a kommunista berendezkedésű országban több párt is volt, igaz, ezek mindegyike baloldali ideológiák mentén helyezkedett el. Valamennyi pártnak voltak képviselői a Quốc hộiban (vietnámi nemzetgyűlés) és miniszteri pozíciót betöltő tagjaik révén kormányzati szerepet is vállalhattak.
A Vietnámi Demokrata Párt 1988-ban szűnt meg. Ennek okáról a Vietnámban és az emigrációban élő volt párttagok álláspontja eltér: Huỳnh Văn Tiểng, a párt állandó bizottságának  korábbi tagja, aki több pozíciót is betöltött a kommunista ország sajtójában, úgy nyilatkozott, hogy a párt beteljesítette politikai küldetését, és önmaga mondta ki feloszlását. Hoàng Minh Chính szintén párttag volt, de emigrációban él, és úgy vélekedik: politikai nyomásra kellett megszüntetni a pártot.
A pártot emigrációban élő vietnámiak élesztették újra 2006 elején Vietnámi Demokrata Párt XXI. néven. Céljuk, hogy békés eszközökkel meggyőzzék a Vietnámi Kommunista Pártot a demokrácia és az emberi jogok javításának szükségességéről, és szorgalmazza a többpártrendszer ismételt bevezetését, a sajtó- és vallásszabadság fejlesztését. A párt főtitkára Hoàng Minh Chính lett. A párt támogatói közé tartozott a magyar származású amerikai szenátor, Tom Lantos is.